# Prosphaerolaimus eurypharynx
Prosphaerolaimus eurypharynx is een rondwormensoort uit de familie van de Linhomoeidae. De wetenschappelijke naam van de soort is voor het eerst geldig gepubliceerd in 1918 door Filipjev.